# 희망의 당 (2017년)
희망의 당(일본어: 希望の党, きぼうのとう 기보 노 토[*], 영어: Party of Hope)은 일본의 정당으로, 고이케 유리코 도쿄 도지사가 2017년에 창당하였다. 아베 신조 일본 총리가 오는 10월 22일 중의원 조기 총선을 선언하기 불과 몇 시간 앞서, 고이케 도지사가 도쿄 도 지역 정당인 도민퍼스트회의 지지 기반을 바탕으로 창당하였다.
2018년 5월 7일 희망당이 민진당과 국민민주당으로 합당하면서 일부 의원들이 재창당하였다.

## 역사

### 배경
2016년 도쿄도지사 선거에서 고이케 유리코 중의원 의원은 자유민주당 당원 자격으로 도지사에 당선되었다. 당시 고이케는 당의 공식 후보도 아닌 상태였다. 이후 2017년 6월 자민당을 탈당하고 지역정당인 도민퍼스트회를 창당, 도의회 선거에 나섰다. 이 과정에서 아베 연립내각에 참여하는 공명당이 도민퍼스트회를 지지하였고, 자민당을 누르고 제1당에 올라 자민당의 입지를 위협하였다.
국회에서는 와카사 마사루가 재빨리 고이케를 지지한다고 표명했다. 와카사는 고이케의 의원직 사퇴에 따른 재보궐선거에 자민당 후보로 출마해 당선되었으나 여전히 고이케 지지 입장을 관철하였다. 그리고 7월 3일에는 자민당을 탈당하였으며 7월 13일에는 정치 단체 '일본 퍼스트회' (日本ファーストの会)를 결성, 국회 입성 정당을 목표로 하였다.
와카사가 전국정당을 만들면서 민진당에서 탈당해 나온 나가시마 아키히사 중의원 의원, 호소노 고시 중의원 의원을 비롯해 일본유신회에서 제명된 와타나베 요시미 참의원 의원 등 여타 정당 출신 의원들이 참여하겠다는 입장을 밝혔다.

### 창당
9월 25일, 고이케 도시자가 기자회견을 열고 '희망당' 창당을 선언, 자신이 대표를 맡겠다고 발표하였다. 당명은 고이케 도지사를 중심으로 한 정치학원 '희망의 숙' (希望の塾)에서 따왔다. 같은 날 총무성에 당 설립을 신고하였다. 첫 등록 당원은 현직 국회의원 9인이었다.
참여 의원으로는 와카사 마사루 의원과 호소노 고시 의원, 그리고 호소노가 회장을 맡은 민진당 파벌 '자서회 (호소노파)'에 소속된 고토 유이치 의원과 류 히로후미 의원, 같은 민진당 소속의 스즈키 요시히로 의원과 모치 타카타네 의원이 있었고, 자민당 소속의 후쿠다 미네유키 현 부대신, 민진당을 탈당한 마츠바라 진 의원, 일본의 마음 대표를 맡고 있는 나카야마 쿄코 의원과 그 남편인 나카야마 나리아키 의원, 마지막으로 고다 구니코 무소속 의원이 참가하겠다는 입장을 밝혔다.
9월 27일에는 창당 의원으로 나선 고이케와 기타 국회의원 14인이 기자회견을 열어 '희망당' 출범을 공식적으로 발표했으며, 당의 강령과 기본정책도 함께 발표하였다. 이날 오후에는 지난 26일 밤에 코이케 대표와 마에하라 세이지 민진당 대표가 비밀리에 회담하여 민진당과 희망의당 사이의 합당을 협의하고, 이에 대한 최종논의에 들어가기로 합의하였다는 소식이 보도되었다. 게다가 일부 보도에서는 여기에 가세해 오자와 이치로 대표의 자유당까지 포함한 3당 연계로 시야를 넓히고 있다는 소식도 전해졌다. 마쓰이 이치로 오사카부지사가 이끄는 일본유신회는 희망의당과 이번 총선에서 각자의 본거지인 도쿄와 오사카 선거구 후보를 조정하겠다고 밝혔다. 하지만 희망의당과의 합당설에 대해서는 부인하였다.
9월 28일 중의원 해산 이후 민진당 상임위원회에서 당 비례대표를 포함한 후보 공천을 하지 않고 희망의당에 공천 신청을 의뢰하는, 사실상 희망의당과 합류하는 안이 상정되어 승인을 얻었다. 뒤이어 열린 양원의원 총회에서도 만장일치로 채택되었다. 이에 따라 민진당은 사실상 '당 해체' (解党)가 되어 희망당과 합당하는 것으로 결정되었다. 이날 민진당 최대 지지세력인 일본 노동조합총연합회는 오미 나오토 사무총장 명의로 담화를 내어, "큰 덩어리가 되어 아베 정권을 교대할 선택지를 국민에게 제시하는 것이 중요하다"며 일련의 흐름을 지지한다는 입장을 밝혔다.

### 고이케 대표 사임
11월 14일, 고이케 대표가 총선거 참패의 책임을 지고 공동대표였던 다마키 유이치로에게 당직 인선을 일임하겠다는 입장을 밝힌 뒤, 당 대표직에서 사임했다.

### 국민민주당으로의 합당 및 재창당
2018년 5월 7일, 야권 재편으로 희망당은 민진당과 합당하여 국민민주당으로 출범하였다. 합당에 반발하던 희망당 내 강경 보수파 의원들은 같은 날 똑같은 이름인 '희망당(希望の党)'으로 재창당하였다. 법적으로 2018년에 창당된 희망의당은 2017년 창당된 희망의당과는 엄연히 다른 정당이다. 그러나 참의원 선거를 앞두고 고다 구니코 참의원 의원이 탈당을 선언하면서 사실상 정치단체로 전락하게 되었다.

## 주요 정책
- "희망의 정치"
  1. 얽매이지 않은 정치
  2. 의원 정수·의원 수당 감축
  3. 행정 개혁·철저한 정보 공개
  4. 진정한 지방분권 확립

- "희망의 사회"
  1. 여성 정책 등 다양성 (다이버시티) 정책의 수립
  2. 다양한 교육 (장학금, 고급 연구, 평생 교육)

- "희망의 경제
  1. 소비세 대응, 실감나는 경기회복 실현
  2. 포스트 아베노믹스로 변화할 성장 전략, 부동산의 유익 활용, AI, 금융

- "희망을 지키는 환경·에너지"
  1. 원전 제로와 제로 이미션 사회로 가는 행정 이루기
  2. 푸드 로스 (Food Loss)[주 5] 대책 등

- 헌법개정
  1. 희망이 넘치는 일본의 초석

## 평가

### 부정적 평가
하지만 ‘희망당’이 본래 뜻처럼 ‘아베 정치’를 바꿀 주체가 될 수 있는지에 대해서 크게 의문이 든다. ‘희망당’은 고이케 한 사람에게 지배당하는 것처럼 보인다. 정책도 인사도 그가 생각하는 그대로다. 그의 정치 이념은 서구의 우파 포퓰리즘과 똑같다. 그 자신은 프랑스에서 보수·혁신 양대 세력 구도를 무너뜨리고 권력을 획득한 에마뉘엘 마크롱 대통령처럼 되고 싶다고 말했지만, 실제로는 프랑스 극우 정당인 ‘국민전선’의 대표인 마린 르펜에 가까울 것이다... (중략) ...이런 인물이 대표로 군림하고 있기 때문에, ‘희망당’은 이름과는 반대로 암흑과 공포의 당이다. 민진당 의원들이 입당을 희망하자, 고이케 지사는 개헌에 찬성하느냐 마느냐 하는 ‘후미에’ (踏み絵)를 밟게 해서 선별·배제하겠다고 공언했다.— 야마구치 지로 호세이 대학 법학과 교수, 한겨레신문 논평에서.

호세이 대학 교수 야마구치 지로는 한겨레신문에 기고한 논평 글에서 희망당 창당을 주도한 고이케 유리코의 정치관과 역사 의식을 비판하면서, 고이케 스스로가 지향하는 에마뉘엘 마크롱 프랑스 대통령이 아닌 같은 나라의 극우 정치인 마린 르펜에 가까운 사람이라고 평하였다. 동시에 희망당에 대해 "이런 인물이 대표로 군림하고 있으니, 이름과는 반대로 암흑과 공포의 당"이며 "우파 포퓰리스트 정당"이라고 비판하였다.

## 역대 대표
| 대수 | 초상 | 이름 (출생~사망)        | 재임기간         | 재임기간         |
| ---- | ---- | ----------------------- | ---------------- | ---------------- |
| 1    |      | 고이케 유리코 (1952~)   | 2017년 9월 25일  | 2017년 11월 14일 |
| 2    |      | 다마키 유이치로 (1969~) | 2017년 11월 14일 | 2018년 5월 7일   |

## 역대 선거 결과

### 중의원 선거
| 선거명        | 의석     | 득표율 | 대표          |
| ------------- | -------- | ------ | ------------- |
| 제48회 총선거 | 50 / 465 | 17.36% | 고이케 유리코 |

## 참고

### 주해
1. ↑  이후 국민민주당으로 편입됨
2. ↑  공식 후보는 마스다 히로야
3. ↑  니혼게이자이 신문에 따르면 민진당 측은 협의 이전에는 "28일로 예정된 중의원 해산을 앞두고 희망당과의 합당을 비롯한 야당 재편성에 대해서 조정을 서두르고 있었다"고 전해졌다.[14]
4. ↑  니혼TV 보도에 따르면 당초 민진당 내에서도 고이케 희망의당 대표가 내건 정책과 정치수법에 대해 부정적인 의견도 있었으나 "아베 정권을 쓰러트리기 위해서라는 점에서는 합당에 별 이견이 나오지 않을 것"이라는 게 당내의 주된 기류였다고 한다.[15]
5. ↑  먹지 않고 그대로 폐기물로 버려지는 음식물 낭비 문제.